# Interpretación simultánea
La interpretación simultánea es una modalidad de interpretación en la que el intérprete traduce el discurso del orador casi en tiempo real, mientras éste está hablando. Esto requiere que el intérprete escuche, comprenda, traduzca y hable casi simultáneamente, lo que lo convierte en uno de los modos de interpretación más exigentes. Este tipo de interpretación se  utiliza ampliamente en conferencias internacionales, reuniones diplomáticas, eventos multilaterales y en organizaciones internacionales como la ONU y la Unión Europea.

### Historia de la interpretación simultánea

#### Orígenes
La interpretación ha existido desde la Antigüedad, pero la interpretación simultánea es un desarrollo más reciente. Los primeros intérpretes trabajaban principalmente de forma consecutiva, donde el orador hablaba, hacía una pausa y el intérprete traducía lo dicho.[cita requerida]

#### Innovación en elsigloXX
El desarrollo de la interpretación simultánea moderna se atribuye en gran medida a los eventos de la Segunda Guerra Mundial y sus consecuencias. Un momento clave en la historia de la interpretación simultánea fue el uso de esta técnica durante los Juicios de Núremberg (1945-1946). Estos eventos, en los que se juzgó a los principales líderes nazis por crímenes de guerra, requerían la traducción simultánea entre cuatro idiomas: inglés, francés, alemán y ruso.[cita requerida]
IBM proporcionó el equipo necesario, que incluía micrófonos, auriculares y consolas para los intérpretes. Este sistema permitió que los intérpretes tradujeran el discurso en tiempo real, una innovación crucial que hizo los juicios más eficientes y marcó el comienzo del uso extendido de la interpretación simultánea.[cita requerida]

#### Evolución y profesionalización
Después de los Juicios de Núremberg, la interpretación simultánea ganó popularidad y se convirtió en un estándar en organizaciones internacionales y eventos multilaterales. Instituciones como la ONU y la Unión Europea adoptaron rápidamente esta técnica, desarrollando normas y entrenando a intérpretes profesionales.[cita requerida]

#### Tecnologías modernas
Con el avance de la tecnología, la interpretación simultánea ha continuado evolucionando. Los sistemas de interpretación actuales incluyen tecnologías digitales que mejoran la calidad del audio y la eficiencia de la interpretación. Además, la interpretación simultánea remota (RSI, por sus siglas en inglés) ha ganado popularidad, especialmente durante la pandemia de COVID-19, permitiendo a los intérpretes trabajar desde cualquier parte del mundo a través de plataformas en línea.[cita requerida]

### Importancia y desafíos
La interpretación simultánea es vital para la comunicación intercultural en un mundo globalizado. Sin embargo, también presenta desafíos significativos, como la necesidad de una alta concentración, un conocimiento profundo de los idiomas y culturas involucradas, y la capacidad de pensar y traducir rápidamente bajo presión.[cita requerida]
En resumen, la interpretación simultánea es una habilidad altamente especializada que ha evolucionado significativamente desde sus inicios, desempeñando un papel crucial en la facilitación de la comunicación internacional y la diplomacia.[cita requerida]